# Айрат Ситдиков
Айрат Габитович Ситдиков (на руски: Айрат Габитович Ситдиков) е руски, татарстански учен, доктор на историческите науки, археолог, специалист по средновековна археология на Поволжието. От 2014 г. е ръководител на Института по археология „Алфред Халиков“ при Академията на науките на Република Татарстан. Изпълнява длъжността заместник-председател на Научния комитет за управление на археологическото наследство на Националния комитет на ICOMOS.
Той е автор на над 230 научни труда, включително 11 монографии.

## Биография
Айрат Ситдиков е роден на 24 януари 1973 г. в село Болшая Атня, Атнински район, Татарска АССР, РСФСР, СССР. През 1996 г. завършва висше образование в Казанския държавен педагогически университет.

## Отличия и награди
- 2006 – Национално отличие за поколение на поколенията в номинацията „За голям принос към опазването на археологическото наследство“
- 2007 – Нагръден знак „За постижения в културата“
- 2008 – Лауреат на Държавната награда на Република Татарстан в областта на науката и технологиите
- 2009 – Диплома „50 най-добри иновативни идеи за RT за 2009 г.“
- 2010 – Отличие „За работа и доблест в полза на Казан“
- 2016 – Лауреат на Държавната награда на Република Татарстан „Хабдула Тукай“
- 2016 – Победител в конкурса на Съвета за безвъзмездни средства на президента на Руската федерация „Водещо научно училище в областта на Социалните и човешките науки“
- 2017 – Медал на духовното управление на мюсюлманите на Руската федерация „За духовно единство“
- 2019 – Златна награда на Международния фестивал за аудиовизуално и мултимедийно културно наследство през 2019 г. (Шанхай, Китай) като съавтор на проекта Татарски музей на археологическото дърво.

Държавни награди
- 2005 – „В памет на 1000-годишнината на Казан“
- 2014 – Почетно звание „Заслужил работник на културата на Република Татарстан“
- 2017 – Медал на Република Татарстан „за доблестен труд“
- 2019 – Почетно звание „Заслужил научен работник на Република Татарстан“